# 语义网

W3C的语意网徽标

语义网（英语：Semantic Web）是由万维网联盟的蒂姆·伯纳斯-李（Tim Berners-Lee）在1998年提出的一个概念，它的核心是：通过给万维网上的文档（如: HTML文档）添加能够被计算机所理解的语义（元数据），从而使整个互联网成为一个通用的信息交换媒介。语义万维网通过使用标准、置标语言和相关的处理工具来扩展万维网的能力。不过语意网概念实际上是基于很多已有技术的，也依赖于后来和text-and-markup与知识表现的综合。
"语义"网是由比现今成熟的网际搜索工具更加行之有效的、更加广泛意义的并且自动聚集和搜集信息的文档组成的。其最基本的元素就是语义链接。

## 背景
语义网的渊源可以追溯到1960年代早期的Allan M. Collins、M. Ross Quillian、Elizabeth F. Loftus等人的研究，还有之后1970年代初R.F.Simon、R.C.Schamk、Minsky等人陆续提出的一些理论上的成果，其中Simon在进行自然语言理解的应用研究时提出了语义网络Semantic Network（不是现在的Semantic Web）的概念。当时人们甚至发明了以逻辑为基础的程序设计语言Prolog。

## 應用
通过下列方法可以提升全球資訊網以及其互连的资源的易用性（usability）和實用性（usefulness）：
- "标记"了语义信息的文档。这可以是机器可以理解的关于文档内容（例如文档的作者,标题,简介等)的描述,或者是描述该网站所拥有的服务和资源.(注意:任何东西都是能被URI-统一资源定位符-所描述的,因此语义网能理解人物、地方、想法、類別等等)
- 通用元数据詞滙表(本体论)及詞滙間的影射使得文檔作者知道如何來標記文檔方可讓機器識別他想提供的元數據.
- 利用元数据为语义网用户执行任务的自动软件代理(agent).
- 為自動軟件代理提供特定信息的網絡服务 (例如,可信度服務可以讓軟件代理查詢某個在线商店是否曾經有過不良紀錄或者發送過垃圾郵件).

## 語意網應用範例
目前的各种萬維網技术都有可能被应用于语义网（在语义环球网的意义上）,例如:
- DOM文档对象模型,一组访问XML和HTML文档组成部分的标准接口.
- XPath、XLink、XPointer
- XInclude XML fragment XML查询语言XHTML
- XML Schema, RDF（Resource Description Framework）
- XSL, XSLT Extensible Stylesheet Language
- SVG（Scalable Vector Graphic）
- SMIL
- SOAP
- DTD
- 微格式
- 元数据概念
- Schema.org
- JSON-LD
- Open Graph

## Web 3.0
2006年5月，蒂姆·伯纳斯-李曾說：
人們不停地詢問Web 3.0是什麼。我認為當SVG在Web 2.0的基礎上大面積使用——所有東西都起波紋、被折疊並且看起來沒有菱角——以及一整張語義網涵蓋著大量的數據，你就可以訪問這難以置信的數據資源。——Tim Berners-Lee, 2006